# Черноярский район
Черноя́рский райо́н — административно-территориальная единица (район) и муниципальное образование (муниципальный район) в северо-западном части Астраханской области России.
Административный центр — село Чёрный Яр.

## География
Черноярский район расположен в северной части Астраханской области. Его площадь — 4,2 тыс. км², протяжённость с севера на юг на 140 км, и с запада на восток на 50 км. Район граничит на востоке с Ахтубинским районом, на юге с Енотаевским районом, на севере с Волгоградской областью, на западе — с Калмыкией.
Основная водная артерия района — река Волга, от которой через канал Машинный наполняется местное водохранилище Кривая Лука.

## Население
| 1959    | 1970    | 1979    | 1989    | 2002    | 2003    | 2004    | 2005    | 2006    |
| ------- | ------- | ------- | ------- | ------- | ------- | ------- | ------- | ------- |
| 19 063  | ↘18 980 | ↗20 709 | ↗20 966 | ↗21 293 | ↗21 300 | ↘20 600 | ↘20 500 | ↘20 300 |
| 2007    | 2008    | 2009    | 2010    | 2011    | 2012    | 2013    | 2014    | 2015    |
| ↘20 200 | →20 200 | ↗20 327 | ↘20 220 | ↘20 211 | ↘19 966 | ↘19 810 | ↘19 699 | ↘19 653 |
| 2016    | 2017    | 2018    | 2019    | 2020    | 2021    |         |         |         |
| ↘19 447 | ↘19 349 | ↘19 118 | ↘18 730 | ↘18 488 | ↗19 570 |         |         |         |

Национальный состав
| Народ      | 1939 год чел     | 2010 год чел.    |
| ---------- | ---------------- | ---------------- |
| Русские    | 24 216 (92,2 %)  | 14 906 (73,72%)  |
| Даргинцы   | -                | 1307 (6,46%)     |
| Корейцы    | -                | 523 (2,59%)      |
| Украинцы   | 104 (0,4 %)      | 436 (2,16%)      |
| Татары     | 1 465 (5,57 %)   | 346 (1,71%)      |
| Чеченцы    | -                | 289 (1,43%)      |
| Узбеки     | -                | 282 (1,39%)      |
| Казахи     | -                | 238 (1,18%)      |
| Турки      | -                | 216 (1,07%)      |
| Калмыки    | 299 (1,14 %)     | -                |
| Другие     | 478 (1,8 %)      | 1182 (5,85%)     |
| Не указали | -                | 495 (2,45%)      |
| Всего      | 26 260 (100,00%) | 20 220 (100,00%) |

По итогам переписи населения 2020 года проживали следующие национальности (национальности менее 0,1 % и другое см. в сноске к строке «Другие»):
| Национальность   | Численность, чел. | Доля     |
| ---------------- | ----------------- | -------- |
| Русские          | 12 574            | 64,25 %  |
| Даргинцы         | 1421              | 7,26 %   |
| Корейцы          | 409               | 2,09 %   |
| Татары           | 230               | 1,18 %   |
| Узбеки           | 226               | 1,15 %   |
| Чеченцы          | 224               | 1,14 %   |
| Украинцы         | 216               | 1,10 %   |
| Турки            | 199               | 1,02 %   |
| Казахи           | 175               | 0,89 %   |
| Таджики          | 152               | 0,78 %   |
| Калмыки          | 111               | 0,57 %   |
| Грузины          | 100               | 0,51 %   |
| Армяне           | 91                | 0,46 %   |
| Чуваши           | 81                | 0,41 %   |
| Турки-месхетинцы | 69                | 0,35 %   |
| Табасараны       | 60                | 0,31 %   |
| Кумыки           | 60                | 0,31 %   |
| Азербайджанцы    | 37                | 0,19 %   |
| Аварцы           | 24                | 0,12 %   |
| Другие           | 3111              | 15,91 %  |
| Итого            | 19 570            | 100,00 % |

## История
В июле 1928 года в составе Астраханского округа Нижне-Волжского края был образован Черноярский район. В него вошли Черноярская, часть Каменноярской волости Сталинградской губернии и три села Енотаевского района — Никольское, Грачи и Козинки. 30 июля 1930 года Астраханский округ, как и большинство остальных округов СССР, был упразднён. Его районы отошли в прямое подчинение Нижне-Волжского края. С 10 января 1934 года Черноярский район в составе Сталинградского края, с 5 декабря 1936 года — в составе Сталинградской области.
В октябре 1947 года Черноярский район включён в состав Астраханской области. В декабре 1962 года Черноярский район был упразднён, а его территория передана Енотаевскому району. В 1964 году район был восстановлен.

## Административное деление
Черноярский район как административно-территориальная единица включает в свой состав 2 сельсовета.
В Черноярский район как муниципальное образование со статусом муниципального района входят 2 муниципальных образования со статусом сельских поселений:
| № | Сельское поселение    | Административный центр | Количество населённых пунктов | Население | Площадь, км² |
| - | --------------------- | ---------------------- | ----------------------------- | --------- | ------------ |
| 1 | Село Ушаковка         | село Ушаковка          | 1                             | ↗1476     | 238,39       |
| 2 | Черноярский сельсовет | село Чёрный Яр         | 16                            | ↗18 094   | 3991,19      |

### История территориального устройства
С 1 января 2006 года в соответствии с Законом Астраханской области № 43/2004-ОЗ от 6 августа 2004 года первоначально в составе района образовано 10 муниципальных образований (сельских поселений).
Законом Астраханской области от 1 июня 2016 года № 27/2016-ОЗ, 1 сентября 2016 года были преобразованы, путём их объединения, сельских поселений — «Вязовский сельсовет», «Каменноярский сельсовет», «Село Зубовка», «Село Поды», «Село Солёное Займище», «Село Ступино», «Солодниковский сельсовет», «Старицкий сельсовет» и «Черноярский сельсовет» — в новообразованный «Черноярский сельсовет» со статусом сельского поселения и с административным центром в селе Чёрный Яр.
Таким же образом были преобразованы соответствующие административно-территориальные единицы.
До 1 сентября 2016 года муниципальный район включал 10 сельских поселений:
| №  | Сельские поселения       | Административный центр | Количество населённых пунктов | Население, чел. (2016 г.) | Площадь, км2 |
| -- | ------------------------ | ---------------------- | ----------------------------- | ------------------------- | ------------ |
| 1  | Вязовский сельсовет      | село Вязовка           | 2                             | 1014                      | 532,59       |
| 2  | Село Зубовка             | село Зубовка           | 1                             | 1341                      | 157,77       |
| 3  | Каменноярский сельсовет  | село Каменный Яр       | 3                             | 943                       | 347,07       |
| 4  | Село Поды                | село Поды              | 1                             | 791                       | 249,30       |
| 5  | Село Солёное Займище     | село Солёное Займище   | 1                             | 2169                      | 509,41       |
| 6  | Солодниковский сельсовет | село Солодники         | 2                             | 1620                      | 341,47       |
| 7  | Старицкий сельсовет      | село Старица           | 2                             | 2006                      | 526,11       |
| 8  | Село Ступино             | село Ступино           | 1                             | 551                       | 144,90       |
| 9  | Село Ушаковка            | село Ушаковка          | 1                             | 1484                      | 238,39       |
| 10 | Черноярский сельсовет    | село Чёрный Яр         | 3                             | 7528                      | 695,61       |

## Населённые пункты
В районе 17 населённых пунктов.
| №  | Населённый пункт           | Тип                          | Население | Муниципальное образование до 01.09.2016 |
| -- | -------------------------- | ---------------------------- | --------- | --------------------------------------- |
| 1  | Барановка                  | село                         | →25       | Черноярский сельсовет                   |
| 2  | Бундин                     | хутор                        | →24       | Каменноярский сельсовет                 |
| 3  | Вязовка                    | село                         | ↘900      | Вязовский сельсовет                     |
| 4  | Зелёный Сад                | посёлок                      | →59       | Солодниковский сельсовет                |
| 5  | Зубовка                    | село                         | ↘1351     | Село Зубовка                            |
| 6  | Кальновка                  | село                         | ↗109      | Вязовский сельсовет                     |
| 7  | Каменный Яр                | село                         | ↘923      | Каменноярский сельсовет                 |
| 8  | МТФ колхоза имени Калинина | посёлок                      | →11       | Старицкий сельсовет                     |
| 9  | Нагольный                  | хутор                        | →1        | Черноярский сельсовет                   |
| 10 | Поды                       | село                         | →791      | Село Поды                               |
| 11 | Раздольный                 | посёлок                      | →12       | Каменноярский сельсовет                 |
| 12 | Солёное Займище            | село                         | ↗2201     | Село Солёное Займище                    |
| 13 | Солодники                  | село                         | ↘1574     | Солодниковский сельсовет                |
| 14 | Старица                    | село                         | ↘2034     | Старицкий сельсовет                     |
| 15 | Ступино                    | село                         | ↗532      | Село Ступино                            |
| 16 | Ушаковка                   | село                         | ↗1476     | Село Ушаковка                           |
| 17 | Чёрный Яр                  | село, административный центр | ↘6775     | Черноярский сельсовет                   |

## Транспорт
Единственная крупная автодорога идущая по Черноярскому району - автотрасса Р-22 "Каспий". Трасса идёт через этот район с 1041 км по 1170 км. Также имеются подъезды от Р-22 "Каспий" к Каменный Яр, Поды, Ступино, Старица, Чёрный Яр .
Из Республики Калмыкии по грунтовым дорогам можно попасть в кошары, которые расположены на границе с республикой и районом.